# Sindaci di Boscoreale
Questo elenco riporta i responsabili dell'amministrazione civica del comune di Boscoreale. Dal 1774 ad oggi.

## Repubblica Napoletana
1774 - nob. Francesco Fajella (Regio Governatore della Città di Bosco Reale)
1799 - Giovanni Massa (Presidente della Municipalità di Boscoexreale)

## Regno delle Due Sicilie (periodo napoleonico)
1809 - Bartolomeo Aurisicchio (Sindaco)
1810 - Bartolomeo Aurisicchio (Sindaco)
1811 - Giuseppe Battaglia (Sindaco)
1812 - Giuseppe Battaglia (Sindaco)
1813 - Giuseppe Battaglia (Sindaco)
1814 - Ferdinando Massa (Sindaco)
1815 - Ferdinando Massa (Sindaco)

## Regno delle Due Sicilie (periodo borbonico)
1816 - Bartolomeo Aurisicchio (Sindaco)
1816 - barone Domenico Buoninconti [da mag.] (2° Eletto)
1817 - barone Domenico Buoninconti (2° Eletto)
1818 - barone Ippolito Zurlo (Sindaco)
1819 - barone Ippolito Zurlo (Sindaco)
1820 – barone Ippolito Zurlo (Sindaco)
1821 - barone Ippolito Zurlo (Sindaco)
1821 - Annibale Marra (Sindaco)
1821 - Vincenzo Giuliano [da dic.] (Sindaco)
1822 - Vincenzo Giuliano (Sindaco)
1823 - Vincenzo Giuliano (Sindaco)
1824 - Vincenzo Giuliano (Sindaco)
1825 - Vincenzo Giuliano (Sindaco)
1826 - Vincenzo Giuliano (Sindaco)
1827 - Vincenzo Giuliano [fino a feb.] (Sindaco)
1827 - Giuseppe Battaglia [da mar.] (Sindaco)
1828 - Giuseppe Battaglia (Sindaco)
1829 - Giuseppe Battaglia (Sindaco)
1830 - Gabriele de Rosa (Sindaco)
1831- Gabriele de Rosa (Sindaco)
1832 - Gabriele de Rosa (Sindaco)
1833 - Gabriele de Rosa (Sindaco)
1834 - Nicodemo Cirillo (Sindaco)
1835 - Nicodemo Cirillo (Sindaco)
1836 - Nicodemo Cirillo (Sindaco)
1837 - Nicodemo Cirillo (Sindaco)
1838 - Nicodemo Cirillo [fino ad apr.] (Sindaco)
1838 - Natale Vajano [da mag.] (Sindaco)
1839 - Natale Vajano [fino a feb.] (Sindaco)
1839 - Giovanni Balzano [da mar.] (Sindaco)
1840 - Giovanni Balzano (Sindaco)
1841 - Giovanni Balzano (Sindaco)
1842 - Giovanni Balzano (Sindaco)
1843 - Giovanni Balzano (Sindaco)
1844 - barone Luca Massa (Sindaco)
1845 - barone Luca Massa (Sindaco)
1846 - barone Luca Massa (Sindaco)
1847 - barone Luca Massa (Sindaco)
1848 - barone Luca Massa (Sindaco)
1849 - barone Luca Massa (Sindaco)
1850 - barone Luca Massa [fino a gen.] (Sindaco)
1850 - barone Antonio Buoninconti [da feb.] (Sindaco)
1851 - barone Antonio Buoninconti (Sindaco)
1852 - barone Antonio Buoninconti (Sindaco)
1853 - barone Antonio Buoninconti (Sindaco)
1854 - barone Antonio Buoninconti (Sindaco)
1855 - barone Antonio Buoninconti (Sindaco)
1856 - barone Antonio Buoninconti [fino a lug.] (Sindaco)
1857 - Vincenzo Citarella [da ago.] (Sindaco)
1858 - Vincenzo Citarella (Sindaco)
1859 - Vincenzo Citarella (Sindaco)
1860 - Vincenzo Citarella [fino a mar.] (Sindaco)
1860 - barone Antonio Buoninconti [da mar. a lug.] (Sindaco)
1860 - Antonio Oliva [da ago.] (Sindaco)

## Sindaci durante il Regno d'Italia[1]
| Periodo | Periodo            | Primo cittadino                      | Partito | Carica                    | Note |
| ------- | ------------------ | ------------------------------------ | ------- | ------------------------- | ---- |
| 1861    | 1861 [fino a giu.] | Antonio Oliva                        |         | (Sindaco)                 |      |
| 1861    | 1862               | barone Luca Massa [da lug.]          |         | (Sindaco)                 |      |
| 1862    | 1862               | barone Luca Massa [fino a mag.]      |         | (Sindaco)                 |      |
| 1862    | 1863               | Luigi Cirillo [da giu.]              |         | (Sindaco)                 |      |
| 1863    | 1863               | Luigi Cirillo [fino ad apr.]         |         | (Sindaco)                 |      |
| 1863    | 1863               | Federico Lauro [da mag. a ott.]      |         | (Delegato Straordinario)  |      |
| 1863    | 1864               | avv. Angelandrea De Prisco [da ott.] |         | (Sindaco)                 |      |
| 1864    | 1865               | avv. Angelandrea De Prisco           |         | (Sindaco)                 |      |
| 1865    | 1866               | avv. Angelandrea De Prisco           |         | (Sindaco)                 |      |
| 1866    | 1869               | avv. Angelandrea De Prisco           |         | (Sindaco)                 |      |
| 1869    | 1870               | avv. Angelandrea De Prisco           |         | (Sindaco)                 |      |
| 1870    | 1871               | cav. avv. Angelandrea De Prisco      |         | (Sindaco)                 |      |
| 1871    | 1872               | cav. avv. Angelandrea De Prisco      |         | (Sindaco)                 |      |
| 1872    | 1873               | cav. avv. Angelandrea De Prisco      |         | (Sindaco)                 |      |
| 1873    | 1875               | cav. avv. Angelandrea De Prisco      |         | (Sindaco)                 |      |
| 1875    | 1875               | Antonio Oliva                        |         | (Sindaco)                 |      |
| 1875    | 1877               | Giovanni Durazzano                   |         | (Sindaco)                 |      |
| 1877    | 1879               | barone Giovanni Zurlo                |         | (Sindaco)                 |      |
| 1879    | 1880               | Antonio Oliva                        |         | (Sindaco)                 |      |
| 1880    | 1881               | Antonio Oliva                        |         | (Sindaco)                 |      |
| 1881    | 1882               | Antonio Oliva                        |         | (Sindaco)                 |      |
| 1882    | 1883               | Antonio Oliva                        |         | (Sindaco)                 |      |
| 1883    | 1884               | barone Giovanni Zurlo                |         | (Sindaco)                 |      |
| 1884    | 1885               | barone Giovanni Zurlo                |         | (Sindaco)                 |      |
| 1885    | 1886               | barone Giovanni Zurlo                |         | (Sindaco)                 |      |
| 1886    | 1892               | barone Giovanni Zurlo                |         | (Sindaco)                 |      |
| 1892    | 1896               | conte Francesco Cerulli              |         | (Sindaco)                 |      |
| 1896    | 1903               | avv. Pietro De Prisco                |         | (Sindaco)                 |      |
| 1903    | 1904               | avv. Luigi Oliva                     |         | (Sindaco)                 |      |
| 1904    | 1903               | avv. Pietro De Prisco                |         | (Sindaco)                 |      |
| 1904    | 1906               | avv. Luigi Oliva                     |         | (Sindaco)                 |      |
| 1906    | 1908               | avv. Pietro De Prisco                |         | (Sindaco)                 |      |
| 1908    | 1909               | avv. Eduardo Zurlo                   |         | (Sindaco)                 |      |
| 1909    | 1910               | avv. Pietro De Prisco                |         | (Sindaco)                 |      |
| 1910    | 1918               | avv. Luigi Oliva                     |         | (Sindaco)                 |      |
| 1918    | 1921               | barone Salvatore Massa               |         | (Sindaco)                 |      |
| 1921    | 1923               | notaio Francesco Cirillo             |         | (Sindaco)                 |      |
| 1923    | 1924               | avv. Eduardo Zurlo                   |         | (Sindaco)                 |      |
| 1924    | 1925               | avv. Enrico Iossa                    |         | (Sindaco)                 |      |
| 1925    | 1926               | dott. Francesco Monti                |         | (Commissario prefettizio) |      |
| 1926    | 1927               | Giuseppe Traversi                    |         | (Commissario prefettizio) |      |
| 1927    | 1928               | Giuseppe Traversi                    |         | (Regio Podestà)           |      |
| 1928    | 1928               | dott. Antonio Mascolo                |         | (Commissario prefettizio) |      |
| 1928    | 1928               | Giuseppe Ruggieri                    |         | (Commissario prefettizio) |      |

## Aggregazione a Torre Annunziata
Dal 28 maggio 1928 il Comune di Boscoreale viene aggregato a Torre Annunziata a seguito di Regio Decreto n. 686 del 29 marzo 1928

### Delegati Podestà, e commissario prefettizio nominati dal governo (1928-1944)
1928 - dott. Giovanni De Falco (delegato del Commissario prefettizio) 
1929 - dott. Giovanni De Falco (delegato del Regio Podestà) 
1931 - dott. Angelo Fabbrocini (delegato del Commissario prefettizio) 
1932 - prof. Carmine Di Palma (delegato sezione Boscoreale del Podestà) 
1934 - avv. Gennaro Oliva (delegato sezione Boscoreale del Podestà) 
1937 – avv. Pio Oliva (sub Commissario prefettizio)
1937 – avv. Gennaro Oliva (delegato del Commissario prefettizio)
1937 – avv. Giuseppe De Simone (sub Commissario prefettizio)
1938 – avv. Francesco Sorrentino (delegato del Commissario prefettizio)
1938 – rag. Fulgo Sarto (delegato del Regio Podestà)
1944 – cav. dott. Raffaele Sannino (delegato sezione Boscoreale)
1944 – Antonio Casciello (delegato sezione Boscoreale)

## Repubblica Italiana (1946-oggi)[1]
Con Decreto Luogotenenziale n. 37 del 24 gennaio 1946 il Comune di Boscoreale riottiene l’autonomia comunale

### Elezione consiliare del Sindaco (1946-1993)
| Periodo | Periodo | Primo cittadino         | Partito | Carica                                     | Note |
| ------- | ------- | ----------------------- | ------- | ------------------------------------------ | ---- |
| 1946    | 1946    | rag. Pasquale Cosomati  |         | (Commissario prefettizio)                  |      |
| 1946    | 1957    | dott. Franco Di Renzo   |         | (Commissario prefettizio)                  |      |
| 1947    | 1956    | rag. Alfonso Cirillo    |         | (Sindaco)                                  |      |
| 1956    | 1958    | avv. Pio Vittorio Oliva |         | (Sindaco)                                  |      |
| 1958    | 1959    | dott. Michele Traversa  |         | (Commissario prefettizio)                  |      |
| 1959    | 1960    | dott. Corrado Casella   |         | (Commissario prefettizio)                  |      |
| 1960    | 1961    | dott. Mario Cianciulli  |         | (Commissario prefettizio)                  |      |
| 1961    | 1963    | rag. Alfonso Cirillo    |         | (Sindaco)                                  |      |
| 1963    | 1963    | prof. Filippo Cangemi   |         | (Assessore anziano per il Sindaco dimesso) |      |
| 1963    | 1967    | Luigi Fogliamanzillo    |         | (Sindaco)                                  |      |
| 1967    | 1968    | avv. Luigi Albano       |         | (Sindaco)                                  |      |
| 1968    | 1969    | dott. Corrado Catenacci |         | (Commissario prefettizio)                  |      |
| 1969    | 1972    | dott. Domenico Pagano   |         | (Sindaco)                                  |      |
| 1972    | 1972    | dott. Angelo Tufano     |         | (Sindaco)                                  |      |
| 1972    | 1973    | dott. Roberto Amato     |         | (Commissario prefettizio)                  |      |
| 1973    | 1977    | dott. Angelo Tufano     |         | (Sindaco)                                  |      |
| 1977    | 1977    | Luigi Fogliamanzillo    |         | (Assessore anziano funzionante da Sindaco) |      |
| 1977    | 1977    | dott. Nicolò Alì        |         | (Commissario prefettizio)                  |      |
| 1977    | 1978    | dott. Rosario Salanitri |         | (sub Commissario prefettizio)              |      |
| 1978    | 1979    | dott. Francesco Balzano |         | (Sindaco)                                  |      |
| 1979    | 1980    | Luigi Fogliamanzillo    |         | (Assessore anziano funzionante da Sindaco) |      |
| 1980    | 1983    | dott. Angelo Tufano     |         | (Sindaco)                                  |      |
| 1983    | 1985    | Mario d’Errico          |         | (Sindaco)                                  |      |
| 1985    | 1986    | Vittorio Pirraglia      |         | (Sindaco)                                  |      |
| 1986    | 1988    | Mario d’Errico          |         | (Sindaco)                                  |      |
| 1988    | 1990    | dott. Francesco Casillo |         | (Sindaco)                                  |      |
| 1990    | 1993    | prof. Giacomo Tafuro    |         | (Sindaco)                                  |      |
| 1993    | 1994    | dott. Giovanni Langella |         | (Sindaco)                                  |      |
| 1994    | 1995    | dott. Antonio Amato     |         | (Commissario prefettizio)                  |      |

### Elezione diretta del Sindaco (1995-oggi)[3][4]
| Periodo | Periodo   | Primo cittadino      | Partito                   | Carica  | Note  |
| ------- | --------- | -------------------- | ------------------------- | ------- | ----- |
| 1995    | 1998      | Vincenzo Balzano     | Patto dei Democratici     | Sindaco | [ 5 ] |
| 1998    | 2000      | Alfonso La Rotonda   | Commissario straordinario | Sindaco |       |
| 2000    | 2001      | Maria Grazia D'Ascia | Commissario straordinario | Sindaco |       |
| 2001    | 2002      | Giuseppe Sergianni   | Forza Italia              | Sindaco | [ 5 ] |
| 2002    | 2006      | Vincenzo Cavaliere   | La Margherita             | Sindaco | [ 5 ] |
| 2006    | 2007      | Vittorio Saladino    | Commissario straordinario | Sindaco |       |
| 2007    | 2008      | Ivo Salemme          | Commissario straordinario | Sindaco |       |
| 2008    | 2012      | Gennaro Langella     | Il Popolo della Libertà   | Sindaco | [ 5 ] |
| 2012    | 2013      | Michele Capomacchia  | Commissario prefettizio   | Sindaco |       |
| 2013    | 2018      | Giuseppe Balzano     | Civico                    | Sindaco | [ 5 ] |
| 2018    | 2023      | Antonio Diplomatico  | Civico                    | Sindaco | [ 5 ] |
| 2023    | in carica | Pasquale di Lauro    | Civico                    | Sindaco | [ 5 ] |